# 駄原球技場
駄原球技場（だのはる きょうぎじょう）は、大分県大分市新春日町にある大分市営 駄原総合運動公園内の施設。不動産業株式会社 豊後企画集団の命名権により「豊後企画フィールド（ぶんごきかくフィールド）」という。

## 概要
住所：大分県大分市新春日町1丁目5-48
主にラグビーで使用される天然芝のフィールド。陸上トラックなどの陸上競技用施設はない。
メインとなる西スタンドには屋根付きの座席（720人収容）があり、バックスタンドとなる東側や北側・南側は芝生席となる。夜間照明施設もある。

## 隣接施設
出典：　（  ）内は命名権による名称。
- 駄原テニスコート（豊後企画テニスコート）- 10面
- 駄原相撲場（豊後企画相撲場）- 200人収容
- 駄原トレーニング施設（豊後企画ワークアウト）

## 沿革
1966年（昭和41年）、大分国体開催を機に完成し、同大会ではラグビーの試合会場となった。
2018年（平成30年）11月までに改修工事が終わり、11月1日から不動産業株式会社 豊後企画集団が命名権を持ち「豊後企画 大分駄原球技場」となる。11月10日には、こけら落としとして男子・女子7人制ラグビーフィジー代表と日本チームとの7人制ラグビーの対戦などが行われた。
ラグビーワールドカップ2019（日本大会）の公認キャンプ地となり、フィジー代表とウルグアイ代表が調整を行った。
命名権の延長契約が行われ、2022年（令和4年）4月1日から2027年（令和9年）3月31日までは「豊後企画フィールド」となる。